# Elizabeth Thacher Kent
Pour les articles homonymes, voir Kent (homonymie).
Elizabeth Thacher Kent, née le 22 septembre 1868 et morte le 14 août 1952, est une féministe et écologiste américaine.

## Biographie
Elizabeth Thacher est la fille du professeur Thomas Anthony Thacher (en) de l'université Yale. Elle épouse William Kent le 26 février 1890 et ils s'installent à Kentfield (Californie). Ils ont sept enfants, dont Sherman Kent (professeur à Yale), Roger Kent (en) (homme politique) et Adaline Kent (en) (artiste).
Le couple s'implique dans les domaines de la politique et de l'environnement. Une grande partie de la forêt côtière de séquoias du comté de Marin était abattue ; ils achètent alors 611 acres de terre et donnent 295 acres au gouvernement fédéral, ce qui devient par la suite le Muir Woods National Monument. Elizabeth T. Kent et l'écologiste John Muir étaient amis, s'envoyant des lettres concernant l'écologie.
En 1911, la famille déménage à Washington, D.C. après que William Kent ait été élu au Congrès. Là-bas, elle s'implique dans le mouvement suffragiste. Elle est arrêtée en 1917 après une manifestation devant la Maison-Blanche. Dans les années 1930, elle s'engage dans la Ligue internationale des femmes pour la paix et la liberté et, en 1937, en devient la responsable pour le comté de Marin. Elle a participé à la première réunion des Nations Unies à San Francisco, en 1945.

## Sources
- (en) Cet article est partiellement ou en totalité issu de l’article de Wikipédia en anglais intitulé « Elizabeth Thacher Kent » (voir la liste des auteurs).